# Alceu
Alceu Rodrigues Simoni Filho (ur. 7 maja 1984) – brazylijski piłkarz występujący na pozycji pomocnika.

## Kariera klubowa
Od 2002 roku występował w klubach SE Palmeiras, Kashiwa Reysol, Consadole Sapporo, Náutico, São Carlos, Grêmio Barueri, Marília i Montedio Yamagata.